# Licio Gelli
Licio Gelli, italijanski politik, častnik in prostozidar, (* 21. april 1919, Pistoia, † 15. december 2015, Arezzo).
Gelli je najbolj znan kot veliki mojster italijanske prostozidarske lože Propaganda Due (P2).